# 撒尼人
撒尼人，自称尼，他称撒尼、撒尼泼，旧称倮倮，是彝族的一个支系。撒尼先民与彝族其他支系及汉族移民在历史发展中同化与融合，最终在清朝形成了如今的彝族撒尼支系。撒尼人的总人口估计有十余万，分布在云南省石林彝族自治县为核心的多个县市内。
撒尼人创造有绚丽多姿的民族文化，拥有自己的语言文字，著名的民间叙事诗《阿诗玛》就是撒尼人的文学作品。撒尼人众多的民间技艺及文艺产物被列入中国国家级非物质文化遗产名录的共有四项，即撒尼刺绣、撒尼摔跤、大三弦舞以及《阿诗玛》。但在现代城镇化促成的文化交流与碰撞中，撒尼文化也面临着外来强势文化全面渗透的困境，撒尼人特有的居住方式、语言文字、歌舞音乐等显性的民族文化特征正逐渐消失。

## 历史
古撒尼人是以西南地区的古代部落民族“尼”为主，融合古羌人、昆明人、濮人、叟人形成的。彝族渊源出自古羌人，羌人原居于中国西北部的河湟地区，一部分羌人向南迁徙定居成都平原，居住若干代后南迁到云贵高原，与昆明人、濮人、叟人等民族以及原居于今撒尼彝区的土著融合，形成撒尼先民。东晋时期处于爨氏治下，南北朝时期，爨氏统治区域分化为西爨白蛮地区（白爨）和东爨乌蛮地区（黑爨），撒尼先民属于黑爨。天顺《明一统志》记载“天宝末，（路南州）为黑爨蛮落蒙所据，号曰落蒙部”，天宝末年开始，撒尼先民进入今石林地区，并且有了“落蒙部”这一称呼。
落蒙部在南诏、大理时期，为“乌蛮三十七部”之一。元宪宗五年（1255年）设落蒙万户府（又作“洛濛万户府”），实行土官制度。至元十三年（1276年），落蒙部改为路南州，置土知州，土司为秦氏。明成化十三年（1477年），土知州秦元真病故，云南巡抚都御史委派流官知州，路南州完成改土归流过渡。除了路南州土司外，今撒尼彝区的部分地区在土司制度时期分属广西府昂氏土司和陆凉州资氏土司，广西府于成化十七年（1481年）完成改土归流，陆凉州在万历中期完成改土归流。随着明朝时期土司制度的崩溃和外来移民的增多，“落蒙部”后裔与其他彝族支系以及汉族移民同化和融合，最终在清朝形成了彝族的撒尼支系。
中华人民共和国成立后，在民族区域自治制度的方针下，以撒尼人为主体少数民族的路南彝族自治县成立（后更名石林彝族自治县），历届县政府领导人大部分由撒尼人担任，现任石林县长普建勇即为彝族撒尼人。

## 人口

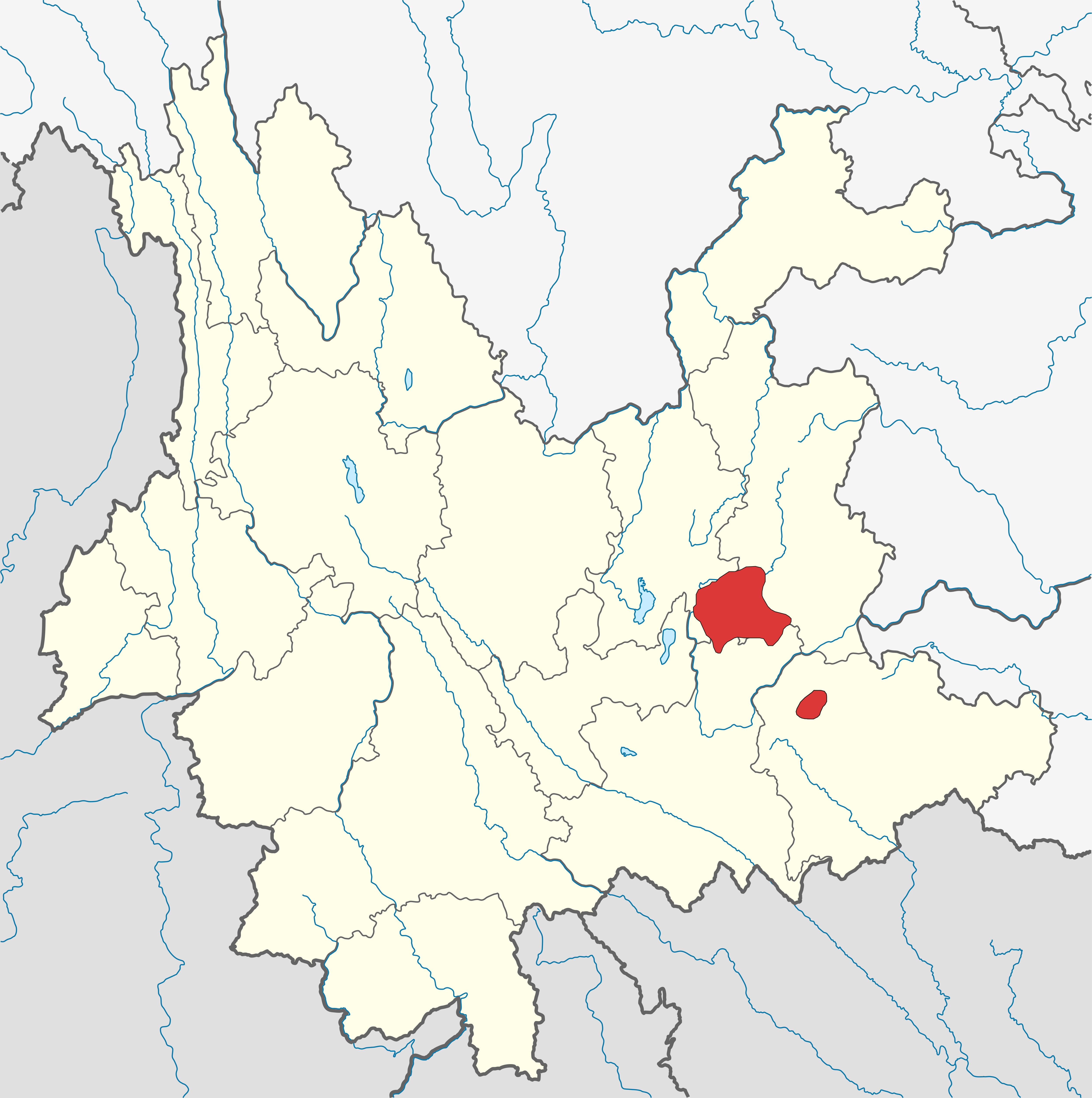
撒尼人在云南省内的分布区

撒尼人主要分布在云南省东部石林彝族自治县、弥勒市、泸西县、宜良县、陆良县、丘北县等地，石林彝族自治县是撒尼人居住最为集中的地方。除丘北县的撒尼彝区与老圭山相隔较远外，撒尼人居住的地区是以石林县东部的老圭山山脉为中心，向四面辐射，各县市的撒尼人均是从石林境内迁徙过去的。老圭山在撒尼人心目中有重要地位，撒尼人将老圭山视为民族的象征，自喻为“圭山的儿女”。
在历年的人口普查中，撒尼人均以彝族的族别进行统计，因而没有准确统计出撒尼人的人口。据2006年出版的《石林撒尼人》一书估计，石林县有撒尼人口6万多，泸西县1万多，弥勒县近1万，宜良县1万多，陆良县千余，丘北县1万多，加上散居中国各地的撒尼人，总计约10余万人。《石林统计年鉴2016》对2016年末石林彝族自治县内的撒尼人口数进行了统计，共86,600人。

## 经济

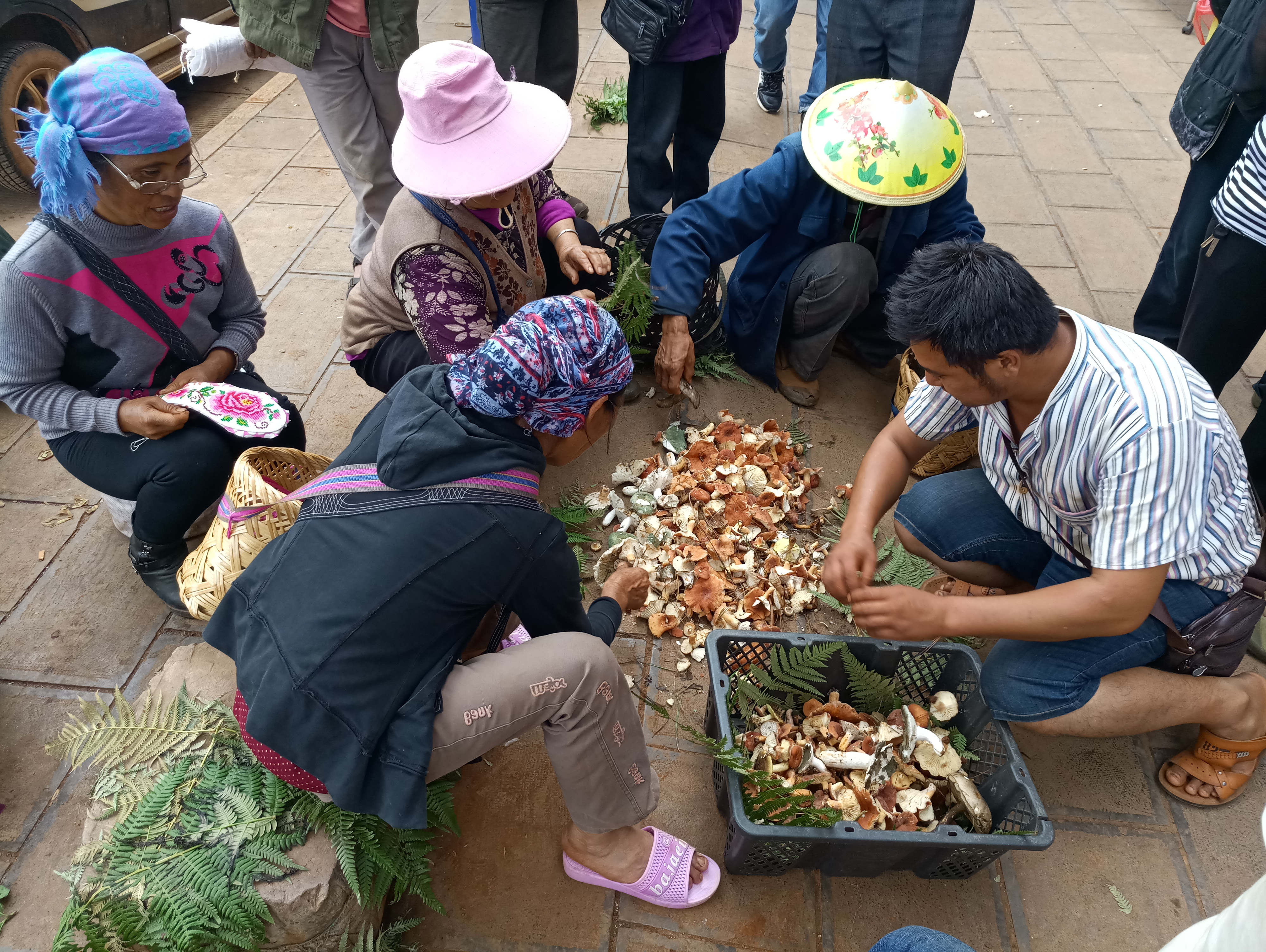
圭山镇街头售卖野生菌的撒尼摊贩与买主

居住在平坝地区，如石林县路美邑和丘北县的撒尼人以种植稻谷为主；居住在山区，如石林县维则、北大村、西街口、泸西县、弥勒市的撒尼人以种植玉米和稻谷为主；居住在高寒山区，如石林县亩竹箐、圭山的撒尼人以种植荞麦、燕麦、土豆为主，同时兼以畜牧业，特产“圭山山羊”获得了农产品地理标志和国家地理标志证明商标荣誉。1943年，路南县三位农民试种烤烟获得成功，发现路南的气候土壤适宜烤烟栽培，烤烟遂在路南县内普及种植，现在已经成为撒尼彝区最主要的经济作物。由于撒尼彝区地处喀斯特岩溶地貌区，拥有独特的旅游资源，石林风景名胜区、丘北普者黑景区皆在撒尼彝区内，石林风景区内的导游多着撒尼人的民族服饰。旅游业也成为撒尼人经济的一个重要组成，2016年石林县内的旅游从业人数共有24,051人，占本地就业人数的12.6%。

## 语言
撒尼人的本民族语言撒尼语，属于汉藏语系藏缅语族彝语支彝语东南部方言撒尼土语。彝语六大方言互相不能沟通，与撒尼土语同属一个方言的彝族语言还有阿细土语、阿哲土语、阿扎土语等，但是撒尼语与其他三种土语不能通话，因此也有人认为撒尼语与阿细语等不是土语关系，而是次方言关系。撒尼语内部存在4种土语，口音略有差异。1996年出版的《路南彝族自治县志》载，随着社会文化的发展，撒尼人中除部分老年人外，95%以上的撒尼人会讲汉语，并形成在家讲本语，出门讲汉语的习惯。现在的撒尼人中，掌握撒尼语的人数明显随着年龄的降低而减少，18岁以下的撒尼人只能听懂自己的母语，说的能力明显减弱，日常生活已基本转用汉语。
撒尼语的音节结构一般由辅音、元音和声调组成。撒尼彝语共有40个声母，均为单辅音，相较其他方言少了鼻辅音和复辅音，从发音部位上区分则有唇齿音、舌尖音、舌尖中音、舌面后音和小舌音。撒尼语共有24个元音，纯正的撒尼词汇为单元音，近代受汉语影响，外来词汇中出现复元音。撒尼语共有五个声调，即高平调、次高平调、中平调、低平调和降调。早期的撒尼语词汇多为单音节词，随着社会文化的发展需要用到大量词汇表达事物。撒尼彝语主要有“联合式”、“偏正式”、“动补式”、“动宾式”、“主谓式”五种构词法，其中“偏正式”与“动宾式”与汉语的构词法不同。撒尼语的“偏正式”构词法，“正”在前，“偏”在后，如“公鸡”的构词方式为“鸡公”；“动宾式”构词法，宾语在前，动词在后，如“吃饭”的构词方式为“饭吃”。现代撒尼语也不断吸收汉语词汇，如“中国共产党”、“社会主义”等词汇直接使用汉语，没有创造出对应的撒尼词汇。撒尼语的部分词汇可以重叠，依词性的不同有不同的含义，形容词重叠表示程度加深，如“黑黑”表示“漆黑”，动词重叠表示疑问，如“吃吃”表示“吃不吃”。撒尼语的语法为“主-宾-谓”结构，汉语“我吃饭”表达为撒尼语则是“我饭吃”。

## 文字

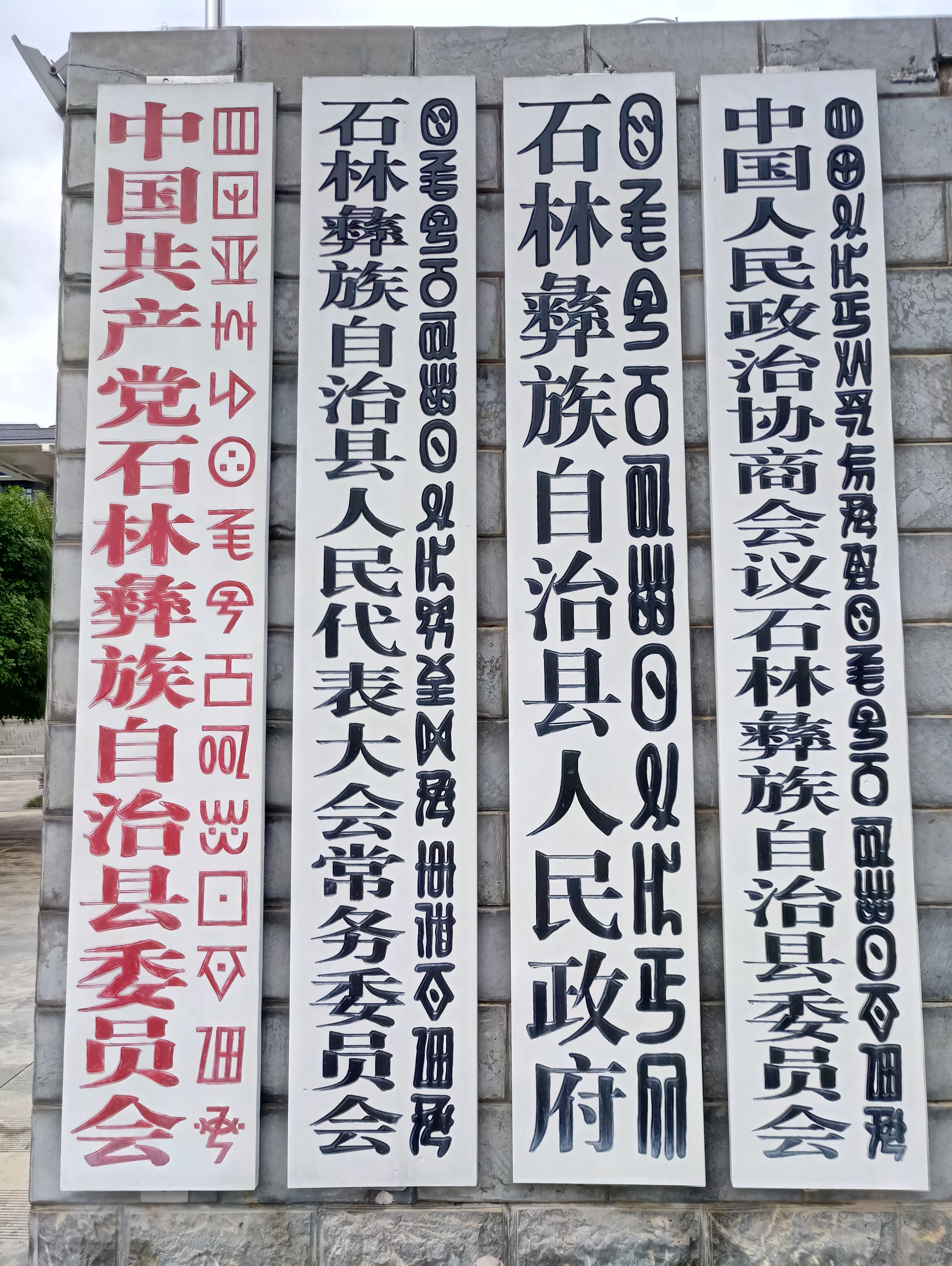
使用汉文和撒尼彝文书写的政府牌匾

撒尼人拥有自己的文字，是一种表意性的音缀文字，每个字为一个音节，表达一种内容。不完全统计撒尼彝文共有3,000个字，常用字1,200个。撒尼彝文史称“爨文”、“韪书”、“倮倮文”、“彝字”、“撒尼文”等，现统称“彝文”，但是撒尼彝文与四川、贵州及云南楚雄等地的彝文有很大差异，彼此难以读懂。与撒尼语内部的土语关系一样，各地区的撒尼彝文也有些许差异。撒尼彝文的产生年代目前尚不清楚，根据传说是由一名叫“鲁突知那尔”的人受神旨意创造出来的，至迟在明清时期已于广大彝区中通用。撒尼彝文的特点是横、竖、斜笔画明显，无曲线形笔画，有圆形及三角形符号，行款由左向右直行书写。下为几句撒尼口语文字示例：
你好 —— （IPA：/ȵɪ33tʂa21/，两个字符按顺序直译即“你好”）
你要去哪里 —— （IPA：/ȵɪ33qɒ33ta33ʐɿ33/，四个字符按顺序直译为“你哪里去”）
我要去昆明办点事 —— （IPA：/ŋɒ33qo55zɒ21ʂɿ21tɕɪ55mu33ʐɿ33/，七个字符按顺序直译为“我昆明事点做去”）
撒尼彝文历史上由毕摩世代相传保留下来，中华人民共和国成立后，石林县整理出版了《彝汉简明词典》、《路南撒尼文课本》、《阿诗玛》、《额吉司》、《普帕迷》、《普兹楠兹》、《尼布姆司》、《尼迷诗》、《指路经》等众多彝文典籍和彝文教材保护、传承撒尼彝文。现在能够认识和书写撒尼彝文的只有少数年长的老人和毕摩，随着汉语汉字的普及，撒尼年轻人已经认为学习和使用撒尼文不实用了，撒尼文已处于失传的边缘。

## 居住
村落是撒尼社会最基本的自然单位，具有很强的社会功能，村与村之间一般以山头为界。村落的选择依水而定，撒尼人通常居住在距离水源不远的地方。村址多选在山脚或半坡上，这样可以避风沙、水灾等自然灾害。与当地的汉族村寨相比，撒尼村落的规模普遍较小，多以七八十至百来户为一村，分属多个家族，很少有一个家族一村的现象。过去撒尼人依靠村落的力量来保护自己的切身利益，至今家里的红白喜事往往由村落的力量出面料理，村落也有调解本村内部纷争的职能。
在撒尼人的传统观念中，家庭人口越多越好，旧时七八口人为一户的家庭较为普遍，受计划生育政策的影响，现在的撒尼家庭多以四五口人为一户。撒尼家庭以父系为核心，男子在家庭中占主导地位。撒尼家庭的财产继承权属于男性，已出嫁的女儿无继承权，幼子在继承财产方面有优先权，但宗族权属于长子，象征宗族权的祖灵要放在长子家。
受各地建材资源的限制，撒尼民居的建盖方式和造型各有不同，传统建筑有瓦房、草房、石板房、土掌房、篱笆房等。民国时期撒尼人多住土木结构的草房、石板房等，伴随着人口流动与经济发展，现代化的建筑正逐渐取代传统民居，撒尼住房的建筑工艺及建筑样式也受到了汉族的影响，大部分住房被改为砖木结构的瓦房，部分撒尼人住上了钢筋混凝土的新式房子。
撒尼人的家具简单实用，少有观赏性的家什，几乎每个家庭都有一张长方形的供桌，置于正堂客厅靠后墙处，桌上放置祖灵、香炉、贡品等物，桌内可存储餐具和日常用品。

## 饮食
撒尼人就餐实行两餐制，早、晚在家中吃，早餐多在11时至12时，晚餐一般在天黑以后。若白天出门劳作则带上冷饭，在山上吃一顿“晌午饭”。吃饭时长辈与男性入上席，按年龄大小依次排列，撒尼人有“让菜”的习俗。
撒尼人的食品分主食、菜肴、佐料三部分，大部分食品与当地汉族的做法差不多。当玉米成熟时，撒尼人将玉米用石磨磨成糊状，加入红糖或白糖、鸡蛋，倒入锅中用油煎熟，制成“苞谷粑粑”；收获的荞面可以和水揉和，做成荞饼蒸熟，然后放在炭火上烘烤，沾蜂蜜食用。现在撒尼人的主食则以米饭为主，肉食以腊肉为主。撒尼人的传统风味食品有全羊肉烩煮荞粑粑、腌骨头生、乳饼、腐乳等。

## 服饰

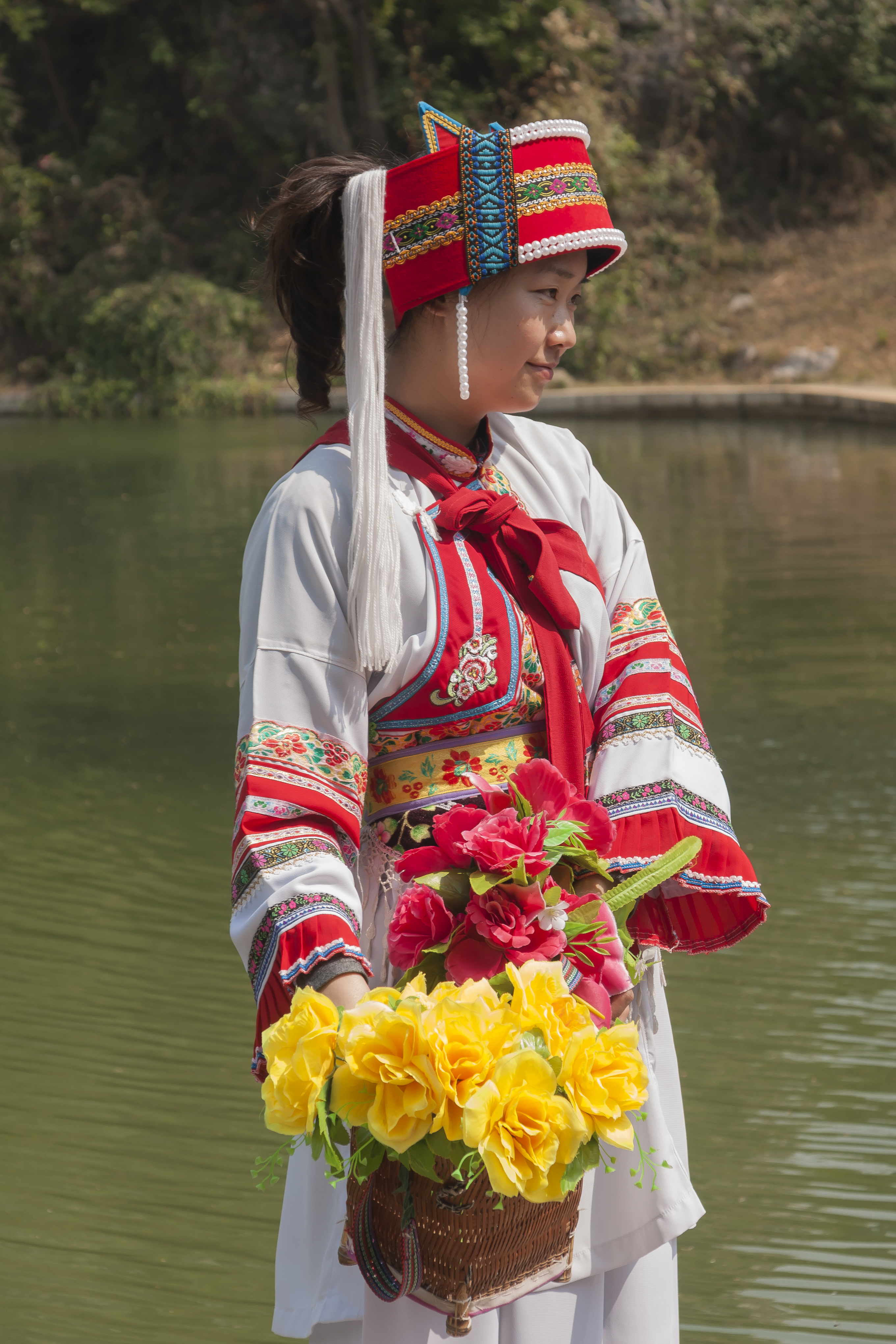
身着传统撒尼服饰的少女

撒尼男性上装着清布或粉蓝布无领斜襟衣或对襟衣，外加着青布褂子，下装着宽口长裤，脚穿羊皮鞋或布鞋、草鞋。
撒尼女性上装着青布或粉蓝布斜襟衣，中口袖、斜襟和袖口镶异色宽边，背披青布作里的绵羊皮，系围腰。下装穿宽裆裤，脚穿勾尖绣花鞋。撒尼姑娘戴金绒包头，包头边缘钉有银泡，撒尼语称“卡士玛”。未婚少女的包头十分艳丽，有红、黑、黄、绿等色，两侧各露一块三角形的蝴蝶块，包头右端缀一串玻璃珠或一绺乌亮的黑发；中老年或已婚女子只在头顶露一块蝶块，不再戴花枝招展的包头，改戴红、黑色的素色包头。
刺绣是撒尼人民族工艺品的杰出代表，图案构图元素较为多元，具有十分鲜明的彝族特色，刺绣多应用在撒尼人的民族服饰中。撒尼人在衣襟、项背、袖口等部位，运用补花、镶嵌、挑花等刺绣工艺进行装饰加工。刺绣图案的纹样大多为混合纹样，从主题可分为植物纹样、动物纹样和几何纹样，搭配丰富多彩的色彩，使得整个刺绣图案绚丽夺目。撒尼刺绣的图案有造型夸张、生动传神、构图对称均匀、色彩绚丽融洽的特点。撒尼挑花刺绣工艺已被列入第二批国家级非物质文化遗产名录。

## 文学

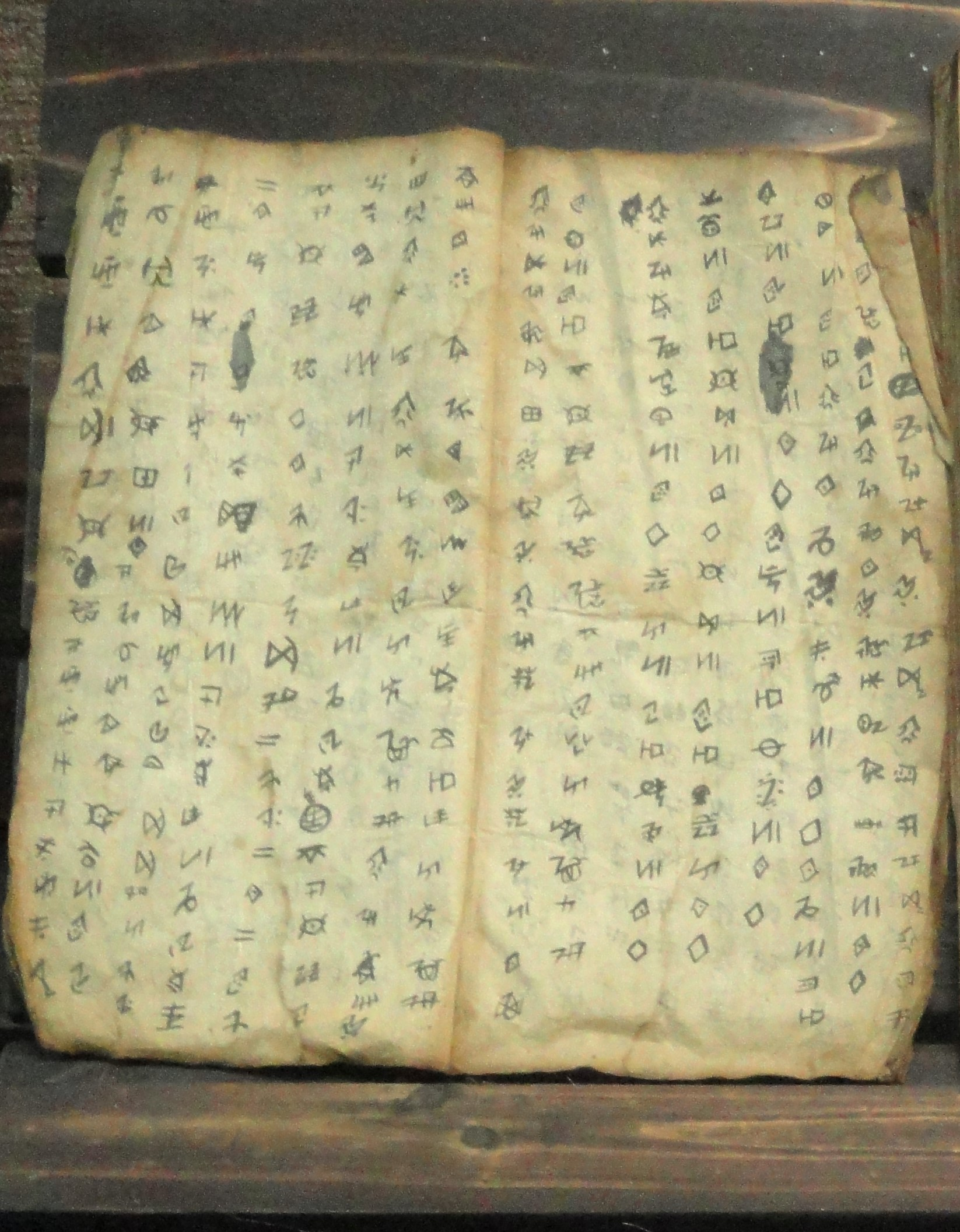
一份撒尼彝文写成的民间叙事长诗《阿诗玛》手稿，藏于云南民族博物馆

撒尼人创作有《阿诗玛》、《牧羊人史郎若》、《竹叶长青》、《圭山彩虹》、《尼迷诗》、《洪水滔天史》等民间叙事诗和创世史诗。其中《阿诗玛》最为出名，被视作撒尼人文学作品的最高成就。《阿诗玛》塑造了美丽、勤劳、勇敢的撒尼姑娘阿诗玛形象，叙述其在土司热布巴拉的婚姻压迫下坚决反抗，最后遇难化成回声的故事。1954年7月由云南省文工团圭山工作组从撒尼村寨中搜集原始资料整理出版，后引起轰动，被译为多种文字在国内外发行，享誉世界文坛。1963年被改编为同名电影，是中国第一部彩色宽银幕立体声音乐歌舞片。《阿诗玛》在2006年入选第一批中国国家级非物质文化遗产。

## 音乐舞蹈

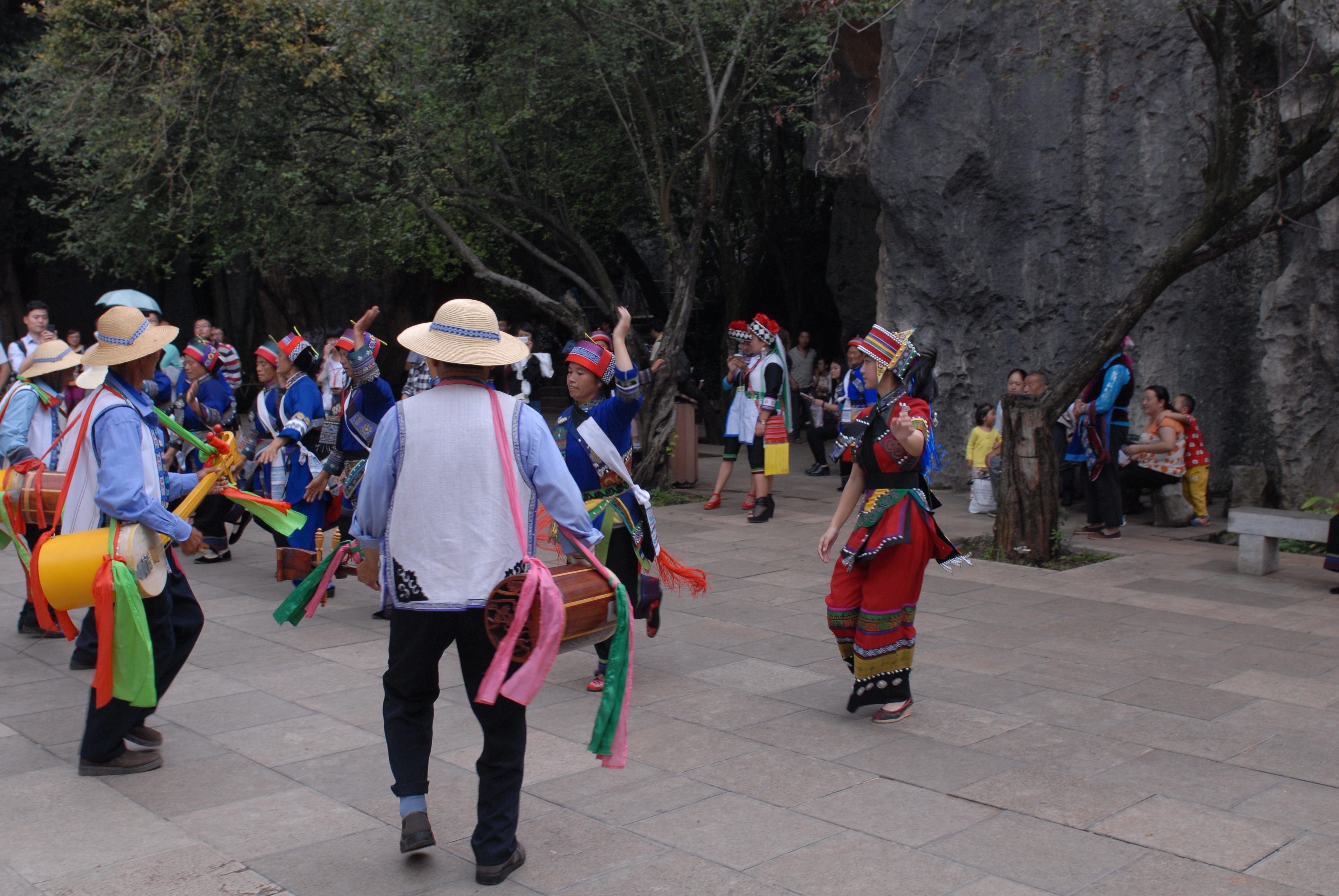
大三弦舞

撒尼民歌可划分为宗教祭祀歌和生活歌两大类。宗教祭祀歌是毕摩在宗教祭祀中哼唱的音调，常称“毕摩调”，主要有《招魂调》、《祭神调》、《密枝调》、《密枝经》、《祭龙调》、《奠土调》、《设灵位调》、《指路经》等。生活歌为日常生活中表露、宣泄情绪所唱，主要有《绣花调》、《喜调》、《喊调》、《骂调》、《哭调》、《库吼调》、《犁地调》、《放羊调》、《婚嫁歌》、《情歌》等。著名歌曲《远方的客人请你留下来》就是一首撒尼民歌改编的歌曲，最初由石林民间音乐家金国富作曲，曾是人民大会堂迎宾曲目，2008年北京奥运闭幕式中也演唱了该歌曲表现中国人民的友好热情，2009年成为“中宣部推荐100首爱国歌曲”中的第27首。
撒尼人能歌善舞，祭祀、庆典都在歌舞中进行，撒尼传统民间舞蹈多用鼓、钹、锣、镲等打击乐器为伴奏，只有跳三弦舞时用笛子、三弦、月琴、三胡等民间乐器伴奏。撒尼传统民间舞蹈主要有大鼓舞、霸王鞭舞、钗舞、狮虎舞、大三弦舞、空手舞、刀舞、筮玛舞等，多由战争舞蹈或祭祀舞蹈发展而来。大三弦舞已被列入第二批国家级非物质文化遗产名录。

## 体育
撒尼人的传统体育活动有摔跤、斗牛、单磨秋、抢花炮、踩高跷、舞狮、舞龙、陀螺等。摔跤是撒尼人最喜爱的体育运动之一，20世纪90年代以来，已有一百多名优秀摔跤运动员自石林县输出，包括9名运动健将和1名国际级运动健将，石林县因此被国家体委授予“摔跤之乡”称号。撒尼摔跤被列入第二批国家级非物质文化遗产名录。

## 婚姻
撒尼人的婚姻自由，为一夫一妻制，以歌择偶，但婚礼仍由父母做主。民国时期男女恋爱一般在村公房里进行，中华人民共和国成立后公房不复存在，男女青年就趁节假日的文体活动或赶花街、摔跤会的日子，通过跳舞、对歌，建立感情，互表心愿，最终确定爱情关系，央媒说亲。传统撒尼婚礼一般分为“献小酒”和“吃大酒”。献小酒时男方请媒人带上一瓶酒、一升宴米、一对腊肉、一些小菜到女方家办酒席，共同商议吃大酒的日子。吃大酒要男方邀请男性亲友随同新郎，挑着羊肉、腊肉和其他食品到女方家设宴款待宾客，请来帮忙的人称“新姑爷”，连同媒人加起来成双数，象征新婚伴侣白头偕老。

## 丧葬
撒尼人实行棺木土葬，病人治病无效死亡后，丧家请毕摩择吉日安葬，由毕摩主持装棺，陪葬物品包括其生前所用的盖被、衣物，给逝者含钱，以做灵魂用钱；棺内撒进五谷，以做灵魂之粮；用棉絮垫盖，以做灵魂之被盖；用棉布、麻布剪出眼、鼻、嘴的洞，盖在逝者脸上，愿逝者安息。盖棺后，只有舅姑有权开棺查看。丧事要办隆重，请毕摩诵《指路经》，把逝者灵魂引到祖先发祥地，丧家给舅姑戴孝布，舅姑给孝子孝女戴孝帽。葬礼的第二天出殡，第三天到坟地复山，毕摩给丧家活人叫魂。三年后丧家杀牛宰羊请回舅姑、亲戚祭奠，舅舅脱下孝帽，丧家给舅舅“挂红”，丧事结束。

## 节庆

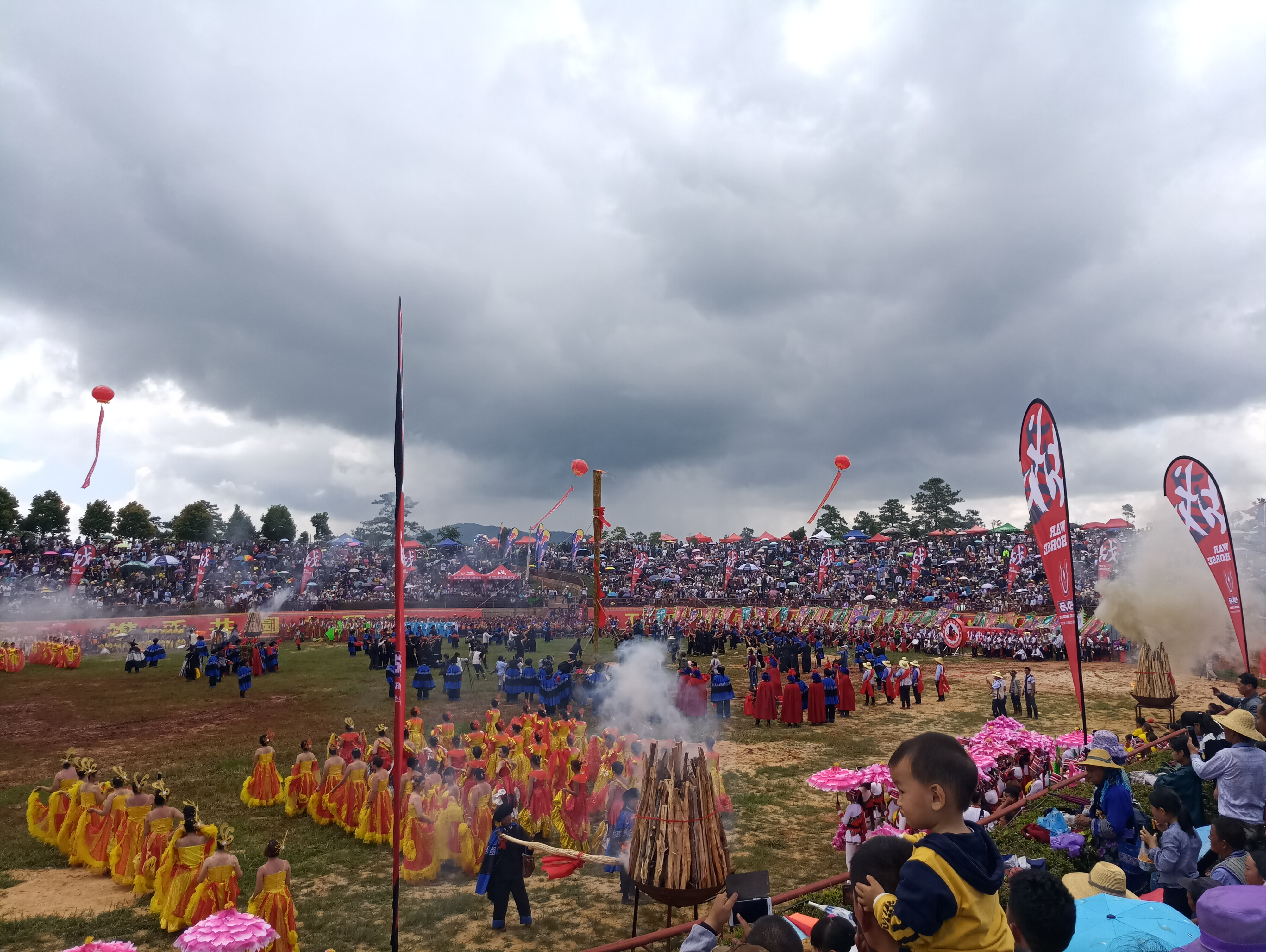
长湖镇举行的火把节活动

撒尼人的春节、清明节、端午节、中秋节习俗与汉族大体相同，火把节、密枝节为撒尼人的民族节日。撒尼人的火把节在每年的农历6月24日，节日前夕撒尼男女老少身着盛装赶“花街”，石林县的海邑街、蓑衣山街和陆良县的新村街是撒尼人的三处“花街”地点。火把节的白天，有的村寨会举行摔跤、斗牛活动。1980年后，石林县政府主持在石林、长湖举行大规模的纪念“火把节”大会。现在的火把节会在圭山之巅举行取火仪式，用火种点燃象征丰收与希望的火把，祈福健康平安、五谷丰登；火把节上开展歌舞、斗牛、拔河、摔跤、耍火把、篝火狂欢等活动庆祝节日。石林县政府主办的中国石林国际火把节号称“东方狂欢节”，2005年获得“IFEA中国最具发展潜力十大节庆活动”荣誉，现成为西南地区最隆重和最盛大的民族传统节日之一。密枝节是撒尼人宗教性质的节日，时间为农历11月第一轮鼠日至马日之间，撒尼人在密枝节上祭祀神灵，用跳舞的方式取悦密枝神“普摩”和“普司”，祈祷人畜兴旺、五谷丰登。撒尼话“密枝”直译为“地祭”，祭密枝的地点是密枝林，每村都有一片密枝林，主持人员由毕摩、“大密枝头”、“小密枝头”组成，参祭人是当年家中平安顺利的全体男性，不允许女性参加，祭品多用绵羊，活动期间全村停止劳作。

## 宗教信仰

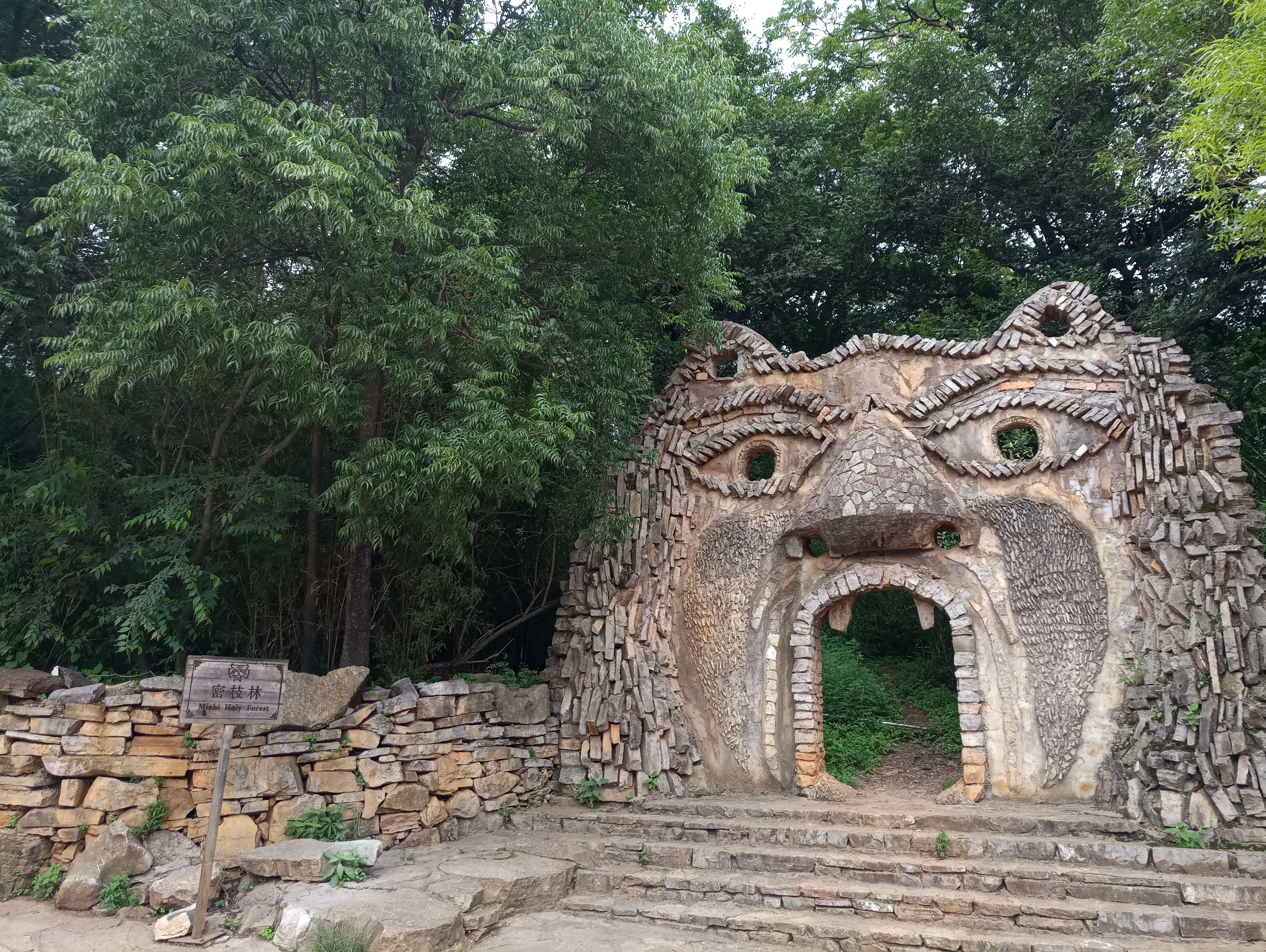
密枝林——宗教活动以及密枝节的祭祀场所

大部分撒尼人信仰原始宗教，从事宗教活动的人称为“毕摩”。撒尼原始信仰有庞大的神灵系统，众神各有所居，各有所司。撒尼人认为天、地、日、月、山、石、火、林都有其神，自然界一切事物的存在和活动是因为神灵在起作用。撒尼人认为自然诸神中最有力的是山神，风、雨、雷、电、年景好坏、升官发财都与山神有关。每年正月初二、三请毕摩与全家人到山神庙供酒肉、杀鸡献祭，毕摩诵《诵神经》做法术，请远近诸神降临保佑全家日后交好运。祖先崇拜也存在于撒尼人中，人们认为灵魂不死，人死后其灵魂能够独立存在，灵魂也被称为“鬼”，父母祖先的灵魂为“善鬼”，善鬼即神，能够保佑家族平安兴旺。截止2016年，石林县共有在册毕摩161人、山神庙111个、密枝林103个。
鸦片战争后，天主教传入中国，1887年法国神甫邓明德来到路南传教，其后又有神甫30人、修道士16人来到路南，开设了多处天主教堂，至中华人民共和国成立前夕共有教徒7,974人。截止2016年，石林县批准开放了路美邑和海邑两处天主教堂和维则村天主教固定处，全县有教职人员2名神父，教徒1,344人，信众多为撒尼农民。
虽然石林县内建有多座佛寺，县内最大的圭山寺就建在撒尼人的核心地区老圭山上，但是撒尼人却没有佛教徒。

## 资料来源
1. ↑  赵德光 黄建明主编, 《石林撒尼人》, 第19页
2. ↑  任新民等, 消失与保留：城镇化进程中石林撒尼人文化特征的思考, 第106页
3. 1 2  赵德光 黄建明主编, 《石林撒尼人》, 第54页
4. ↑  方国瑜, 《彝族史稿》, 第15页
5. ↑  方国瑜, 《彝族史稿》, 第14页
6. ↑  何耀华总编, 《云南通史》第二卷 第301页
7. ↑  李埏, 《不自小斋文存》, 第560页
8. ↑  王天玺 张鑫昌主编, 《中国彝族通史》, 第二卷 第106页
9. ↑  《云南石林旧志集成》, 第198页
10. ↑  《石林年鉴2017》, 第42页
11. ↑  周振鹤等，《中国行政区划通史·元代卷》, 第199页
12. ↑  李埏，《不自小斋文存》, 第565页
13. ↑  《石林彝族自治县概况》, 第26页
14. ↑  《泸西县志》, 第41页
15. ↑  赵德光 黄建明主编, 《石林撒尼人》, 第62页
16. ↑  《泸西县志》, 第452页
17. ↑  《弥勒县志》, 第461页
18. ↑  《陆良县志》, 第565页
19. 1 2 3 4 5  《路南彞族自治县志》第120页
20. ↑  赵德光 黄建明主编, 《石林撒尼人》, 第68页
21. 1 2  赵德光 黄建明主编, 《石林撒尼人》, 第20页
22. ↑  赵德光 黄建明主编, 《石林撒尼人》, 第44页
23. ↑  《石林统计年鉴2016》, 第42页
24. ↑  赵德光 黄建明主编, 《石林撒尼人》, 第73页
25. ↑  段丽元主编, 《中华人民共和国政区大典 云南卷》, 第199页
26. ↑  侍伟. . 石林县新闻办. 2017-03-15  [2018-02-26]. （原始内容存档于2021-03-22）. 这是石林县继2015年3月“石林圭山山羊”成功申报首件地标后的第二件地理标志证明商标。
27. ↑  《路南彞族自治县志》, 第192页
28. ↑  赵德光 黄建明主编, 《石林撒尼人》, 第144页
29. ↑  赵德光 黄建明主编, 《石林撒尼人》, 第74页
30. ↑  杨理锐. . 都市时报 (昆明). 2017-01-18  [2018-02-24]. （原始内容存档于2018-02-27）.
31. 1 2  赵德光 黄建明主编, 《石林撒尼人》, 第32页
32. 1 2 3 4  《路南彞族自治县志》第121页
33. 1 2 3  任新民等, 消失与保留：城镇化进程中石林撒尼人文化特征的思考, 第107页
34. 1 2 3  赵德光 黄建明主编, 《石林撒尼人》, 第34页
35. 1 2 3 4  赵德光 黄建明主编, 《石林撒尼人》, 第36页
36. 1 2  赵德光 黄建明主编, 《石林撒尼人》, 第37页
37. ↑  王友富等, 撒尼人的自我认同与他者“叙事”现象研究——以石林“大糯黑村”为个案, 第153页
38. ↑  王向方, 《石林撒尼口语400句》, 第2页
39. ↑  王向方, 《石林撒尼口语400句》, 第4页
40. ↑  王向方, 《石林撒尼口语400句》, 第14页
41. ↑  赵德光 黄建明主编, 《石林撒尼人》, 第39页
42. ↑  赵德光 黄建明主编, 《石林撒尼人》, 第85页
43. 1 2  赵德光 黄建明主编, 《石林撒尼人》, 第95页
44. 1 2 3 4  《路南彞族自治县志》, 第122页
45. ↑  赵德光 黄建明主编, 《石林撒尼人》, 第110页
46. ↑  赵德光 黄建明主编, 《石林撒尼人》, 第111页
47. 1 2 3  赵德光 黄建明主编, 《石林撒尼人》, 第118页
48. 1 2  赵德光 黄建明主编, 《石林撒尼人》, 第122页
49. 1 2 3  巴胜超, 厨房里的阿诗玛：彝族撒尼人食物体系的符号化表述, 第74页
50. ↑  赵德光 黄建明主编, 《石林撒尼人》, 第123页
51. 1 2  张姣妹等, 彝族撒尼人, 第20页
52. ↑  《泸西县志》, 第695页
53. ↑  赵德光 黄建明主编, 《石林撒尼人》, 第159页
54. ↑  郑铭磊等, 撒尼人刺绣图案的艺术特征, 第235-236页
55. 1 2  国务院办公厅. . www.gov.cn. 中国政府网. 2008-06-14  [2018-02-25]. （原始内容存档于2017-11-29）.
56. ↑  崔晓霞, 民族叙事话语再现—《阿诗玛》英译研究, 第35页
57. 1 2  《石林彝族自治县概况》, 第212-213页
58. ↑  《路南彞族自治县志》, 第791页
59. ↑  袁成亮, 电影《阿诗玛》诞生记, 第49页
60. ↑  周倩旎, 石林县撒尼传统音乐类型, 第107页
61. ↑  李宣康, 欣赏课《远方的客人请你留下来》之价值观内容解析, 第277页
62. ↑  谭江华. . 春城晚报 (昆明). 2014-11-27  [2018-02-23]. （原始内容存档于2020-05-12）.
63. ↑  . 搜狐体育讯 (北京). 2008-08-24  [2018-02-23]. （原始内容存档于2008-09-13）.
64. ↑  . 新华网 (北京). 2009-05-26  [2018-02-23]. （原始内容存档于2018-02-27）.
65. ↑  周倩旎, 石林县撒尼传统音乐类型, 第108页
66. ↑  《路南彞族自治县志》, 第803-804页
67. ↑  晏瑞琴, 彝族自治县农村中小学开设传统体育项目的可行性研究——以云南省石林县为例, 第181页
68. ↑  蒋庆江, 云南省石林县彝族传统体育文化的研究——以摔跤为例, 第153页
69. ↑  朱永发; 符之文. . 石林县新闻办 (石林). 2018-01-05  [2018-06-10]. （原始内容存档于2018-06-22）.
70. ↑  《泸西县志》, 第697页
71. 1 2  《路南彞族自治县志》, 第123页
72. ↑  《陆良县志》, 第855页
73. ↑  《泸西县志》, 第698页
74. ↑  《路南彞族自治县志》, 第125页
75. ↑  《弥勒县志》, 第698页
76. 1 2 3  《路南彞族自治县志》, 第124页
77. ↑  石林管理局市场处. . 新浪旅游. 2017-07-17  [2018-02-24]. （原始内容存档于2017-07-17）.
78. ↑  胡超. . 新华社 (北京). 2017-07-18  [2018-02-24]. （原始内容存档于2018-02-27）.
79. ↑  . www.zgjqdh.com. 新浪城市节庆. 2013-06-28  [2018-02-25]. （原始内容存档于2016-08-04）.
80. ↑  . 云南日报网 (昆明). 2006-01-28  [2018-02-24]. （原始内容存档于2013-03-12）.
81. ↑  袁雪莲. . 新华社昆明 (昆明). 2016-07-27  [2018-02-24]. （原始内容存档于2018-02-27）.
82. ↑  王海滨, 石林彝族撒尼人祭“密枝”仪式结构与文化意义, 第100页
83. ↑  昂自明, 彝族撒尼人祭“密枝”的原始功利目的探源——对祭祀辞和仪式的诠释, 第35页
84. ↑  . www.chinastoneforest.com. 石林彝族自治县政务公众信息网. 2011-06-16  [2018-02-20]. （原始内容存档于2017-07-20）.
85. ↑  王贤友, 彝族撒尼人的宗教信仰——以《普兹楠兹——彝族祭祀词》为中心, 第116页
86. 1 2  《路南彞族自治县志》, 第126页
87. ↑  《中国国情丛书——百县市经济社会调查：路南卷，第68卷》, 第509页
88. 1 2  《石林年鉴2017》, 第288页
89. ↑  蔡华等, 云南石林彝族撒尼人的天主教信仰——以海邑中寨村为个案, 第105页
90. ↑  《中国国情丛书——百县市经济社会调查：路南卷，第68卷》, 第500页
91. ↑  赵德光 黄建明主编, 《石林撒尼人》, 第423页

### 书籍
- （简体中文）（英文）（日語）石林彝族自治县人民政府; 赵德光 黄建明主编. . 北京: 民族出版社. 2006. ISBN 978-7-1050-7921-6.
- （简体中文）王天玺 张鑫昌 主编; 中国彝族通史编纂委员会. . 昆明: 云南人民出版社. 2012. ISBN 978-7-222-09224-2.
- （简体中文）方国瑜. . 成都: 四川民族出版社. 1984.
- （简体中文）何耀华 总编. . 北京: 中国社会科学出版社. 2011. ISBN 978-7-5004-9685-4.
- （简体中文）李埏. . 昆明: 云南人民出版社. 2001. ISBN 7-222-03309-2.
- （简体中文）石林彝族自治县史志办公室. . 昆明: 云南民族出版社. 2009. ISBN 978-7-5367-3984-0.
- （简体中文）周振鹤; 李治安; 薛磊. . 上海: 复旦大学出版社. 2009. ISBN 978-7-3090-5601-3.
- （简体中文）昆明市路南彝族自治县志编纂委员会. . 昆明: 云南民族出版社. 1996. ISBN 7-5367-1294-4.
- （简体中文）云南省陆良县志编纂委员会. . 上海: 上海科学普及出版社. 1991. ISBN 7-5427-0425-7.
- （简体中文）云南省弥勒县志编纂委员会. . 昆明: 云南人民出版社. 1987. ISBN 7-222-00099-2.
- （简体中文）云南省泸西县志编纂委员会. . 昆明: 云南人民出版社. 1992. ISBN 7-222-01132-3.
- （简体中文）《石林彝族自治县概况》编写组; 《石林彝族自治县概况》修订本编写组. . 北京: 民族出版社. 2007. ISBN 7-1050-8540-1.
- （简体中文）《中国国情丛书——百县市经济社会调查》编辑委员会; 路南县情调查组. . 北京: 中国大百科全书出版社. 1996. ISBN 7-5000-5656-7.
- （简体中文）石林彝族自治县史志办公室. . 昆明: 云南民族出版社. 2017. ISBN 978-7-5367-7599-2.
- （简体中文）石林彝族自治县统计局. . 昆明: 昆明美姿文化传播有限公司印. 2017.
- （简体中文）段丽元 主编; 中华人民共和国民政部. . 北京: 中国社会出版社. 2016. ISBN 978-7-5087-5306-5.
- （简体中文）王向方 编著; 石林彝族自治县民族宗教事务局. . 北京: 民族出版社. 2013. ISBN 978-7-105-12646-0.

### 期刊论文
- （简体中文）昂自明. . 《云南民族学院学报(哲学社会科学版)》. 2001, 18 (3): 35–38. doi:10.13727/j.cnki.53-1191/c.2001.03.009.
- （简体中文）王贤友. . 《宗教学研究》. 2003, (1): 116–121. doi:10.3969/j.issn.1006-1312.2003.01.018.
- （简体中文）袁成亮. . 《百年潮》. 2006, (3): 49–51. doi:10.16624/j.cnki.11-3844/d.2006.03.008.
- （简体中文）李宣康. . 《大众文艺》. 2010, 17: 277–278. doi:10.3969/j.issn.1007-5828.2010.17.235.
- （简体中文）王友富; 王清清; 于庆霞. . 《黑龙江民族丛刊》. 2011, (1): 152–157. doi:10.16415/j.cnki.23-1021/c.2011.01.021.
- （简体中文）张姣妹; 高俊; 陈梅. . 《今日民族》. 2011, (6): 20–21.
- （简体中文）崔晓霞. . 南开大学外国语学院英语语言文学博士学位论文. 2012年.
- （简体中文）蔡华; 昂凌. . 《西南民族大学学报(人文社会科学版)》. 2013, (1): 104–110. doi:10.3969/j.issn.1004-3926.2013.01.016.
- （简体中文）晏瑞琴. . 《教育教学论坛》. 2014, (1): 181–182.
- （简体中文）巴胜超. . 《百色学院学报》. 2014, 27 (2): 73–76. doi:10.16726/j.cnki.bsxb.2014.02.003.
- （简体中文）任新民; 吴莹. . 《云南社会科学》. 2014, (3): 105–109. doi:10.3969/j.issn.1000-8691.2014.03.022.
- （简体中文）郑铭磊; 赵娟. . 《大舞台》. 2014, (11): 235–236. doi:10.15947/j.cnki.dwt.2014.11.120.
- （简体中文）蒋庆江. . 《运动》. 2014, (11): 153–154,156. doi:10.3969/j.issn.1674-151x.2014.11.077.
- （简体中文）周倩旎. . 《新丝路(下旬)》. 2015, (11): 65–68. doi:10.19312/j.cnki.61-1499/c.2015.11.049.
- （简体中文）王海滨. . 《贵州民族研究》. 2016, 37 (1): 99–104. doi:10.13965/j.cnki.gzmzyj10026959.2016.01.023.

## 延伸阅读
- 《石林撒尼人》 （页面存档备份，存于）